# الخراشفة (ريصانة الشمالية)
الخراشفة هو دُوَّار يقع بجماعة ريصانة الشمالية، إقليم العرائش، جهة طنجة تطوان الحسيمة في المملكة المغربية. ينتمي الدوّار لمشيخة ريصانة الشمالية التي تضم 8 دواوير. يقدر عدد سكانه بـ 2692 نسمة حسب الإحصاء الرسمي للسكان والسكنى لسنة 2004.

## روابط خارجية
- البوابة الوطنية للجماعات الترابية
- المندوبية السامية للتخطيط